# Ácido túngstico
Ácido túngstico refere-se às formas hidratadas de trióxido de tungsténio, WO3.
A forma mais simples, o monoidrato, é WO3.H2O, conhecendo-se também o di-hidrato WO3.2H2O. A estrutura de estado sólido de WO3.H2O consiste de camadas de unidades WO5(H2O) coordenadas octaedricamente com partilha de 4 vértices. O di-hidrato tem a mesma estrutura em camadas com a molécula adicional de H2O intercalada entre as camadas. O monoidrato é um sólido amarelo e insolúvel na água. Foi isolado pela primeira vez em 1781 por Carl Scheele.